# Роза Попова
Руска Михайліва Мануйлова (болг. Руска Михайлова Мануилова), сценічний псевдонім Роза Попова ((1879 , Софія, Болгарське князівство  — 11 квітня 1949 , Мездра, Народна Республіка Болгарія )) — болгарська театральна актриса, режисер і театральна діячка..

## Біографія
Народилася в Софії в 1879 році. У 15 років зустріла свого майбутнього чоловіка, і вже в 16 років вони таємно одружилися.
У старших класах Руска увійшла до пересувної театральної трупи «Зора». Театральне мистецтво пізнає у актора і режисера Костянтина Сапунова. Дебютувала на сцені роллю Софії в п'єсі «Щира дружба» у місті Велико-Тирново в 1897 році. Подорожуала з театральною трупою свого чоловіка, яку він пізніше очолив. З 1900 по 1902 рік грала в театральній трупі «Сльоза і сміх», також виступала у складі хорватської театральної трупи М. Стойковича.
З 1900 року її маніакально переслідує шанувальник, 25-річний вчитель і поет Тодор Богданов з Враци. 20 січня 1903 року він стріляє в Розу і в себе, і помирає на місці. Актриса отримує важке поранення і довго лікується. Замах став найгучнішою подією в Софії, і незабаром Розу звільняють з Національного театру.
З 1904 по 1906 рік вона періодично виступала як режисерка і паралельно грала на сцені у театральній трупі в Пловдиві. Потім вона вирушила до Відня для вивчення літератури та медицини у Віденському університеті. Повернулася до Болгарії в 1908 році й знову її запросили до Національного театру. В ньому грала ролі до 1910 року.
У 1910—1911 роках була обрана першим режисером-постановником театру в Русі. У 1918 році Роза заснувала власний театр Рози Попової в Софії. Деякий час продовжувала також грати у Вільному театрі.
У 1923 році заснувала Болгарську театральну студію, в якій займалася театральною педагогікою. Кар'єру актриси Роза завершила в 1937 році..
У 1926 році Теодор Траянов присвятив Розі Поповій свою поему «Пісня мандрівника».

## Літературна і революційна діяльність
Крім театральної діяльності Роза Попова займалася перекладом і літературою — вона переклала болгарською більшість п'єс, які ставила на сцені, писала мемуари, вірші, легенди, оповідання, критичні статті.
Роза Попова приєдналася до македонсько-одринського революційного руху. В 1913 році була сестрою милосердя у військовому шпиталі македонсько-одріанської міліції.